# معماری ساسانی

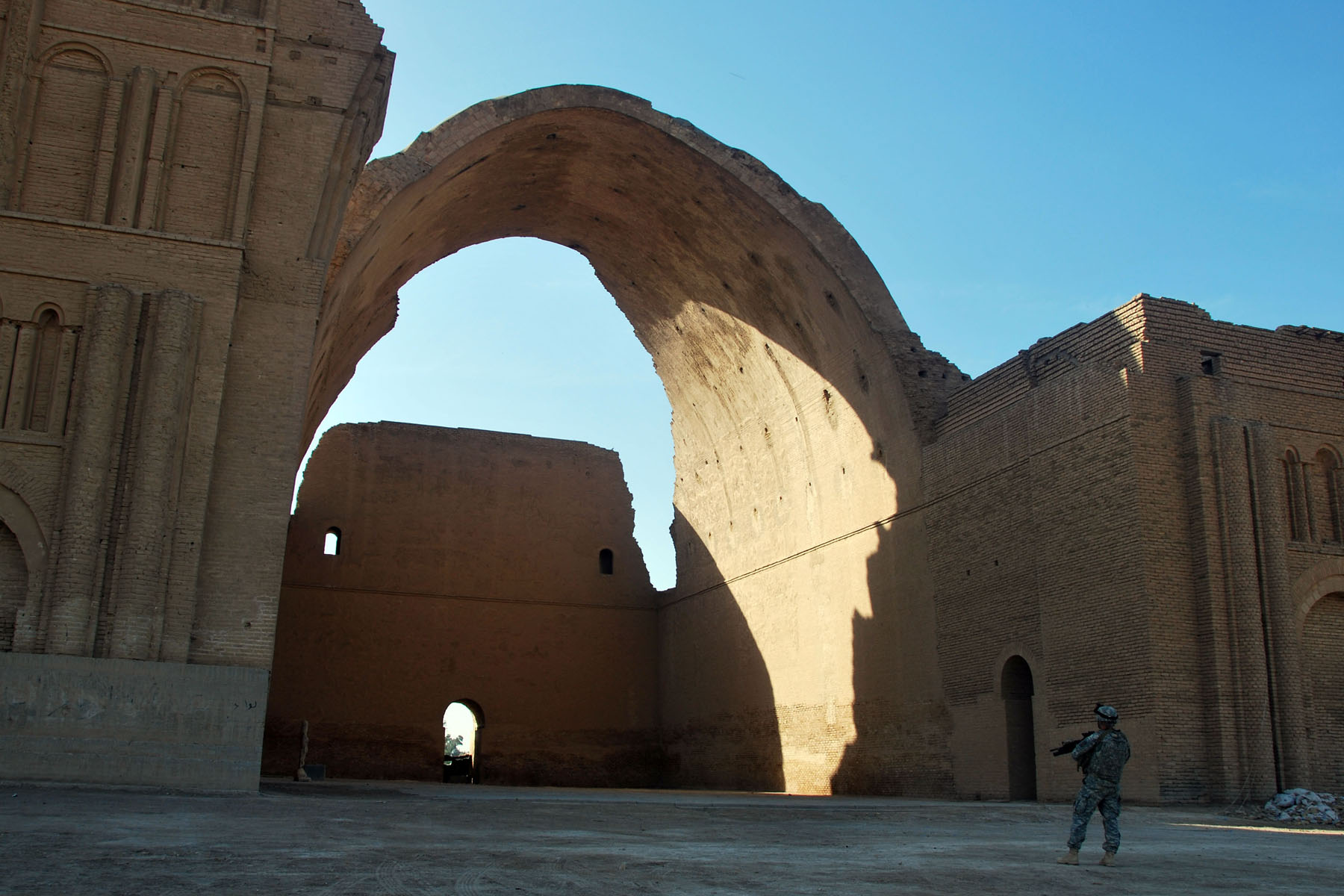
بازماندهٔ ایوان خسرو در تیسفون، ۱۸۶۴

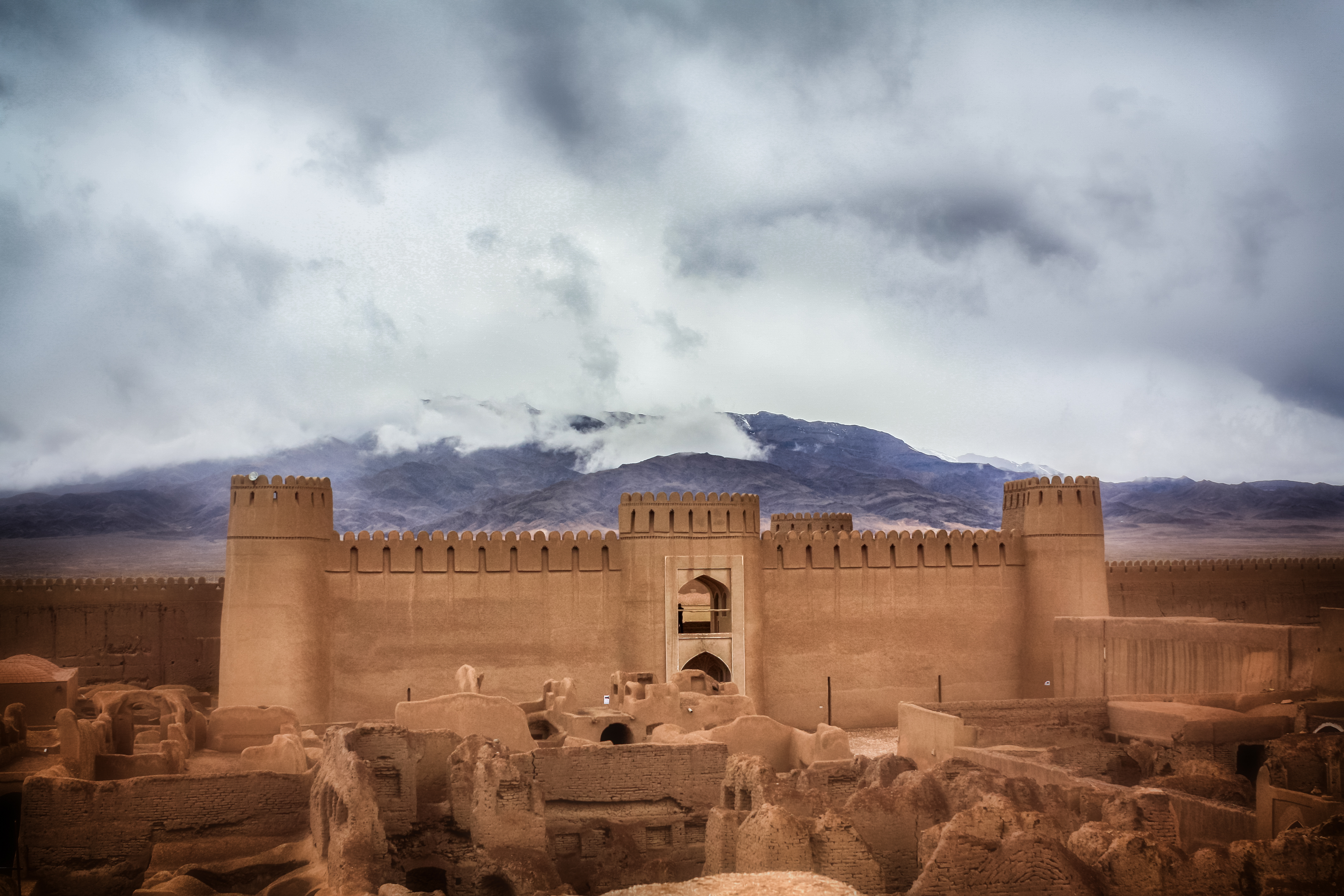
ویرانه‌های بازمانده از ارگ راین در کرمان. سردر و طاق با طرح گنبدی، از ویژگی‌های بناآرایی در دورهٔ ساسانیان بوده است.

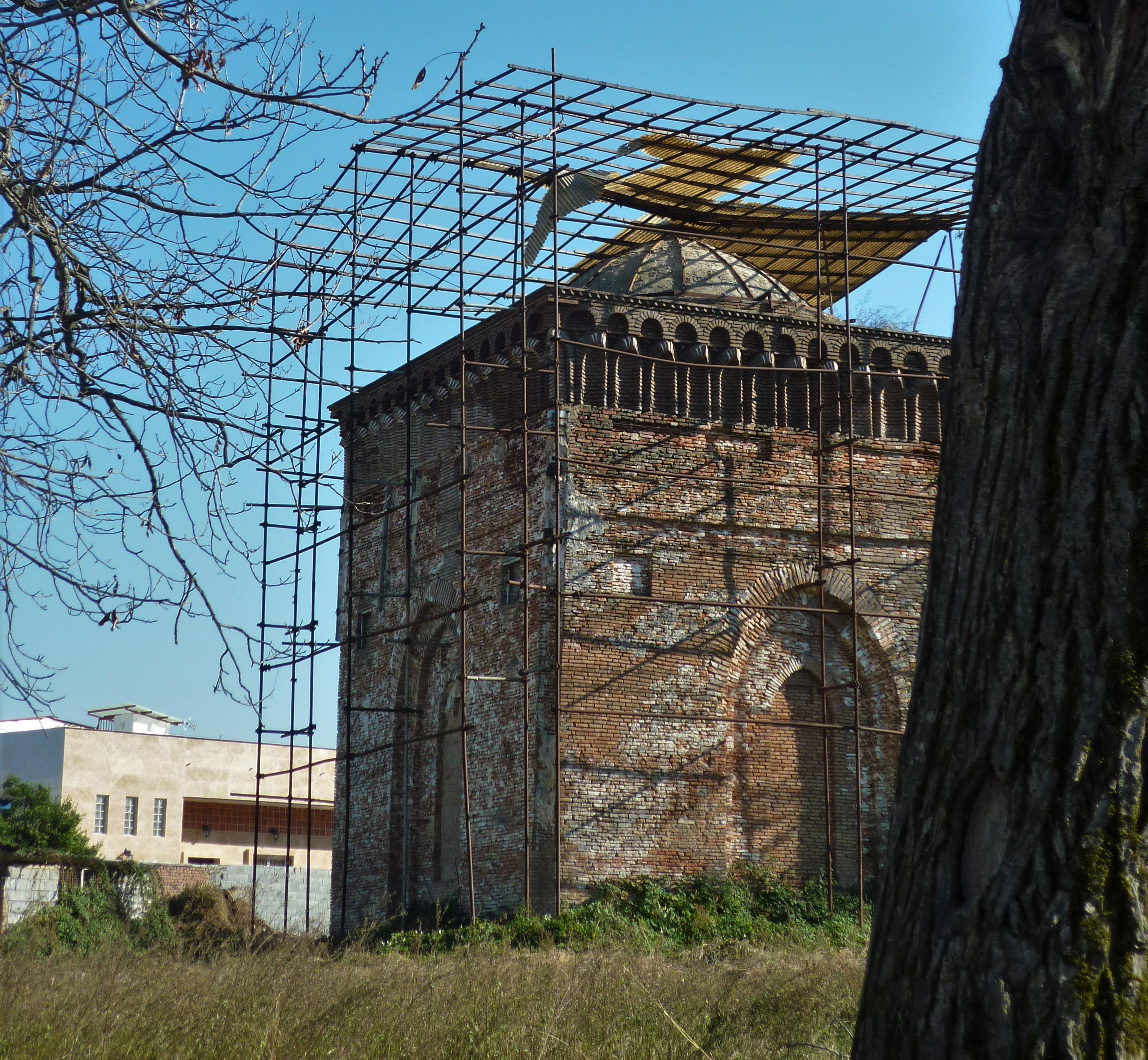
آتشکده آمل در شهر آمل مازندران. در دورهٔ ساسانیان، هریک از آتشکده‌های مزدیسنان دارای یک گنبد بودند.

معماری ساسانی اشاره به سبکی از معماری دارد که مادر معماری ایرانی می‌باشد که در دوران ساسانیان به اوج پیشرفت خود رسیده بود. از بسیاری جهات، دوره سلسله ساسانی (۲۲۴–۶۵۱ میلادی) شاهد بیشترین دستاوردهای تمدن ایرانی بوده است. همچنین سلسله ساسانی آخرین امپراتوری بزرگ ایرانی قبل از تسلط مسلمانان در پی حمله اعراب به ایران بوده است. از سوی برخی کارشناسان معماری ساسانی به‌عنوان یک زیر رده از معماری پارتی دسته‌بندی می‌شود که با معماری دوره‌های پیشین تفاوت بسیار دارد. پس از تسلط اعراب بر ایران، نماآرایی (معماری)، گنبدها، نمادها و غیره توسط مسلمانان ضبط گشت و به‌عنوان معماری اسلامی معرفی شد. تمامی بناهای دوره ساسانی، به دوره شاهنشاهی ساسانی مربوط بوده و پیش از پیدایش دین اسلام بنا شده‌اند.
باستان‌شناسان از طریق سبک خاص معماری ساسانی توانسته‌اند بناها و آثار این دوره را شناسایی کنند و با بررسی آنها به گوشه‌هایی از تاریخ و فرهنگ این دوره آگاهی یابند. دیوار کاخ‌ها و معابد و آتشکده‌های دوره ساسانی با سنگ تراشیده ساخته شده و سنگ‌ها با دقت خاصی بر روی هم قرار داده شده‌اند. نمونه‌ای از این دیوارها را می‌توان در کاخ شاپور (بیشاپور) و طاق جره مشاهده کرد. گاهی از سنگ‌های نتراشیده یا آجر نیز برای ساخت دیوارها استفاده شده و لابه‌لای آنها گچ یا آهک ریخته‌اند.
ساختمان کاخ‌ها معمولاَ از دو قسمت تشکیل می‌شود. بخشی شامل ایوان‌های مخصوص پذیرایی مانند تالار است و بخش دیگر، محوطه‌هایی است که در اطراف آن اتاق‌هایی برای سکونت ساخته می‌شد. از دیگر ویژگی‌های بناهای ساسانی، طاق‌های گهواره‌ای و گنبدهایی است که بر روی پایه‌ای چهارگوش قرار داشت. دیوار کاخ‌ها با نقاشی‌های دیواری تزئین می‌شد. دیوارها گاهی دارای گچ‌بری‌هایی بود که موضوع آن شاخه‌های درخت مو یا آهویی درحال آب خوردن، یا درختی که در دو سوی آن دو بز کوهی روی دو پا ایستاده و گاهی نیز موضوعات یونانی و رومی بود. سطح زمین کاخ‌ها نیز متأثر از هنر یونانی‌ها، گاه با موزائیک پوشیده می‌شد که تصویر درباریان، رقاصه‌ها و نوازنده‌های درباری را نشان می‌داد. مهم‌ترین بناهان بازمانده از دوران ساسانی عبارتند از:
- کاخ‌ها: کاخ بیشاپور، فیروزآباد، هوش کسری، ایوان کرخه، قصر شیرین، سروستان و تپه حصار.[۶]
- آتشکده‌ها: آتشکده‌های آتش‌کوه، بیشاپور، چهارده، جره، فرتش‌بند، فیروزآباد، کرکو، کازرون، خیرآباد، محل چاه فیشور، نطنز، نیشاو، قلعه دختر قم، قلعه دختر بازهور، قصر شیرین، شهرستانک، تخت کیکاووس، تخت رستم، تخت سلیمان، تنگ چک‌چک فرک، نون سبز.[۶]
- آتشدان‌ها: باغ بدره، دولت‌آباد، هرسین، تنگ کرم، نقش رستم، کوه ایوب.[۶]
- دژها و استحکامات: قلعه دختر فیروزآباد، فصر ابونصر، ایوان کرخه، چال ترخان، کوه استخر، گردنه بیژن، تپه میل.[۶]
- پل‌ها و بندها: دزفول، فیروزآباد، خیرآباد، شوشتر، پای پل، پل دختر، پل خسرو، پل سفله، پل آب برده، پل برین، سراب سیه.[۶]
- نقوش برجسته:
  - نقش برجسته اردشیر اول در فیروزآباد فارس، موضوع: مراسم تاجگذاری.[۶]
  - نقش برجسته اردشیر اول در فیروزآباد فارس، موضوع: پیروزی بر اردوان اشکانی.[۶]
  - نقش برجسته اردشیر یکم در نقش رجب فارس، موضوع: مراسم تاج‌گذاری.[۶]
  - نقش برحسته اردشیر یکم در نقش رستم فارس، موضوع: مراسم تاجگذاری.[۶]
  - نقش برجسته اردشیر اول در سلماس آذربایجان، موضوع: مراسم بار پادشاه ارمنی‌ها.[۶]
  - نقش برجسته شاپور یکم در نقش رجب فارس، موضوع: مراسم تاجگذاری.[۶]
  - نقش برجسته شاپور یکم در نقش رجب فارس، موضوع: پادشاه سوار بر اسب با درباریان.[۶]
  - نقش برجسته شاپور یکم در نقش رستم فارس، موضوع: پیروزی بر والرین.[۶]
  - نقش برجسته شاپور یکم در نقش رستم داراب، موضوع: پیروزی بر والرین.[۶]
  - نقش برجسته بهرام اول در بیشاپور فارس، موضوع: مراسم تاجگذاری.[۷]
  - نقش برجسته بهرام دوم در بیشاپور فارس، موضوع: پیروزی بر اعراب.[۷]
  - نقش برجسته بهرام دوم در نقش رستم فارس، موضوع: پادشاه در میان خانواده‌اش.[۷]
  - نقش برجسته بهرام دوم در نقش بهرام فارس، موضوع: پادشاه و اتباع او.[۷]
  - نقش برجسته بهرام دوم در برم دلک فارس، موضوع: پادشاه با همسرش.[۷]
  - نقش برجسته بهرام دوم در برم دلک فارس، موضوع: پادشاه درحال نیایش.[۷]
  - نقش برجسته بهرام دوم در گویم فارس، موضوع: پادشاه درحال نیایش.[۷]
  - نقش برجسته بهرام دوم در سرمشهد فارس، موضوع: پادشاه، همسر و پسرش را در مقابل حملهٔ دو شیر حفظ می‌کند.[۷]
  - نقش برجسته بهرام دوم در نقش رستم فارس، موضوع: جنگ تن به تن دو اسب سوار.[۷]
  - نقش برجسته بهرام دوم در نقش رستم فارس، موضوع: جنگ اسب سوار.[۷]نقش سیمرغ بر روی پارچهٔ ابریشمی متعلق به دورهٔ ساسانیان

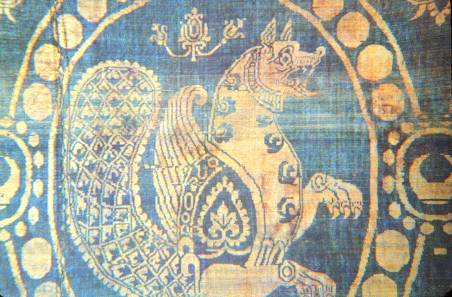
نقش سیمرغ بر روی پارچهٔ ابریشمی متعلق به دورهٔ ساسانیان

  - نقش برجسته نرسی در نقش رستم فارس، موضوع: مراسم تاجگذاری.[۷]
  - نقش برجسته هرمز در نقش رستم فارس، موضوع: جنگ اسب‌سوار.[۷]
  - نقش برجسته شاپور دوم در نقش رستم فارس، موضوع: احتمالاً پادشاه بر تخت نشسته.[۷]
  - نقش برجسته شاپور دوم در طاق بستان کرمانشاه، موضوع: مراسم تاجگذاری.[۷]
  - نقش برجسته اردشیر دوم در طاق بستان کرمانشاه، موضوع: مراسم تاجگذاری.[۷]
  - نقش برجسته شاپور سوم در طاق بستان کرمانشاه، موضوع: نقش شاپور دوم و سوم.[۷]
  - نقش برجسته شاپور سوم در طاق بستان، موضوع: مراسم تاجگذاری.[۷]
  - نقش برجسته خسرو دوم در طاق بستان کرمانشاه، موضوع: پادشاه سوار بر اسب، شکار آهو.[۸]

## اصول

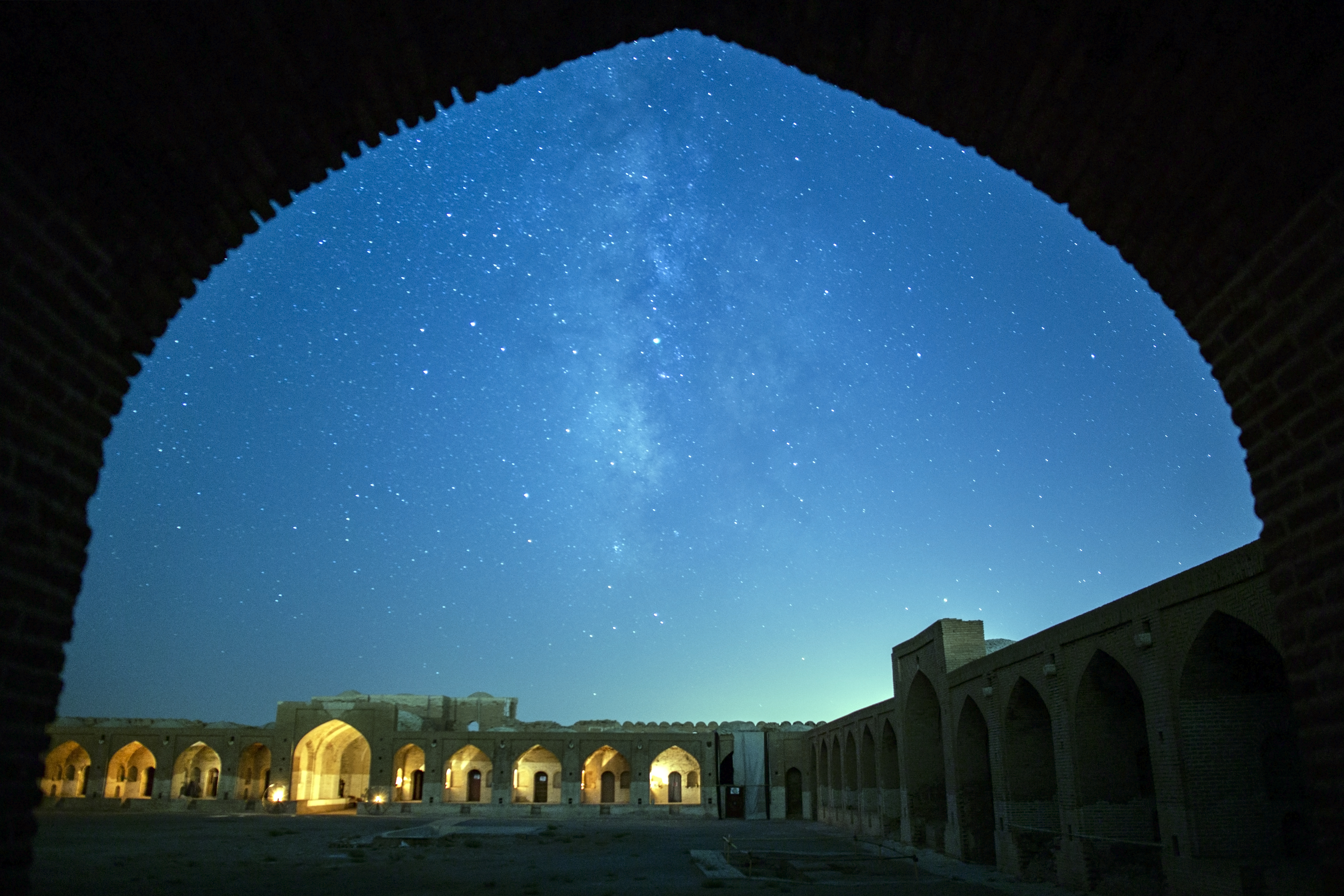
کاروانسرای دیر گچین بر جای مانده از دوره ساسانی بین ری و قم جای دارد. این بنا در سال ۲۴۰ میلادی ساخته شده که برابر با ۳۳۰ سال پیش از زادروز محمد می‌باشد.

سلسله ساسانی، همانند هخامنشی، از استان فارس سرچشمه گرفت است. آن‌ها خود را جانشینان هخامنشیان می‌دانستند که بعد از دوره‌های هلنی و سلسله پارت برای بازگرداندن عظمت ایران تلاش می‌کردند. اما در معماری، با احترام به معماری هخامنشی، روش آن‌ها را پی نگرفتند و بیش‌تر از معماری عیلامی که معماری بوم‌آورد تریست سرمشق می‌گیرند. همچنین می‌توان تأثیر زیاد معماری روم و بیزانس را در آن دید. شاید دلیل آن را بتوان در عدم توانایی حکومت ساسانی در به کار بردن مصالح گران‌قیمت و کم‌یاب در ایران — سنگ و چوب که در زمان هخامنشیان از مصر و لبنان آورده می‌شده‌اند — و زیاد بودن مصالح خشتی و خاک جستجو کرد. همچنین بناهای سنگی هخامنشی برای استحکام لازم باید روی خاک سخت دامنهٔ کوه بنا شوند اما ایرانیان بعد از حملهٔ یونانی‌ها به دشت‌نشینی عادت کرده بودند.

رسم نوشتن روی سنگ‌ها (سنگ‌نوشته‌ها) در این دوره ادامه می‌یابد.

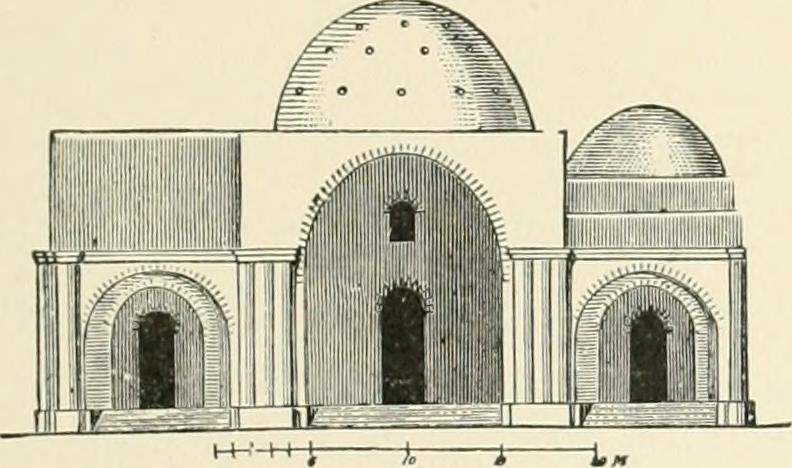
کاخ اردشیر سال ۱۹۰۵ میلادی

## معماری و مذهب
امپراطوری ساسانی حکومتی بر پایهٔ ایدئولوژی و دین واحد بود که سعی داشت در تمام جنبه‌های زندگی انسان‌ها اثرگذار باشد.
در دین زرتشتی چهار عنصر حیاتی (آب، آتش، باد و خاک) مقدس شمرده می‌شود و کثیف کردن آن‌ها گناه شمرده می‌شود. در این میان به آتش از همه بیش‌تر اهمیت داده می‌شده، زیرا که نقش پاک‌کنندگی داشته است. رنگ زرد -رنگ آتش- نیز به عنوان رنگ مورد علاقهٔ ساسانیان شناخته شده است.
آتشکده‌ها بناهای چهارگوشی بودند که آتش مقدس در زیر آنها قرار داشت این در این بناها معمولاً گوشه سازی بکار می‌رفت و برروی گوشه‌ها قوس‌هایی قرار داشت که این مجموعه را یک گنبد می‌پوشاند.
حضور دولت ساسانی با تعاریف تازه‌ای از فرهنگ ایرانی و به وسیله بنیان‌گذار آن، اردشیر اول در جامعه اجتماعی و اقتصادی خود را نیز به دنبال می‌کشید، همچنان پایدار ماند. حضور دولت ساسانی با تعاریف تازه‌ای از فرهنگ ایرانی و به وسیله بنیان‌گذار آن، اردشیر اول در جامعه ایرانی جلوه‌ای تازه یافت. آن تعاریف، عبارت بودند از رسمی شدن آیین زرتشتی با الگوهای نوینی که مغان نیرومند آن عهد، از درونمایه سنت‌های قدیمی، و تلفیق آن با آیین زرتشتی پدیدار ساخته بودند، همراه با تمرکز شدید سیاسی و ایجاد وحدت ملی که شاه را به عنوان نماینده مقتدر آن، بر همه ایرانشهر حاکمیت مطلق و آیینی می‌داد.

## بناهای شاخص

### معبد آناهیتا
این بنا به صورت مکعبی است که از سنگ‌های حجاری شده با ابعاد مختلف و بدون ملات به صورت دو جداره ساخته شده است. این بنا با الهام از سبک معماری دوره هخامنشی ساخته شده است معبد آناهیتا فاقد سقف مسطح بوده است. این معبد را در عمق ۶ متری از زمین‌های اطراف خود ساخته‌اند تا آب رودخانه شاپور به درون آن سرازیر شود. معبد بیشاپور سمبل یک پرستشگاه آب است و می‌توان آن را جایگاه نوازش با آب دانست؛ یعنی تنها عنصری از عناصر چهارگانه که به الهه ناهید منسوب است. سمبل حیوانی این ربه النوع به شکل گاو می‌باشد که در اطراف معبد، به صورت قرینه یکدیگر قرار گرفته است. این معبد نه تنها از نظر معماری، بلکه از نظر رعایت دستگاه‌های تنظیم و تقسیم و کنترل آب نیز فوق‌العاده است.

### آتشکده‌های دوره ساسانی

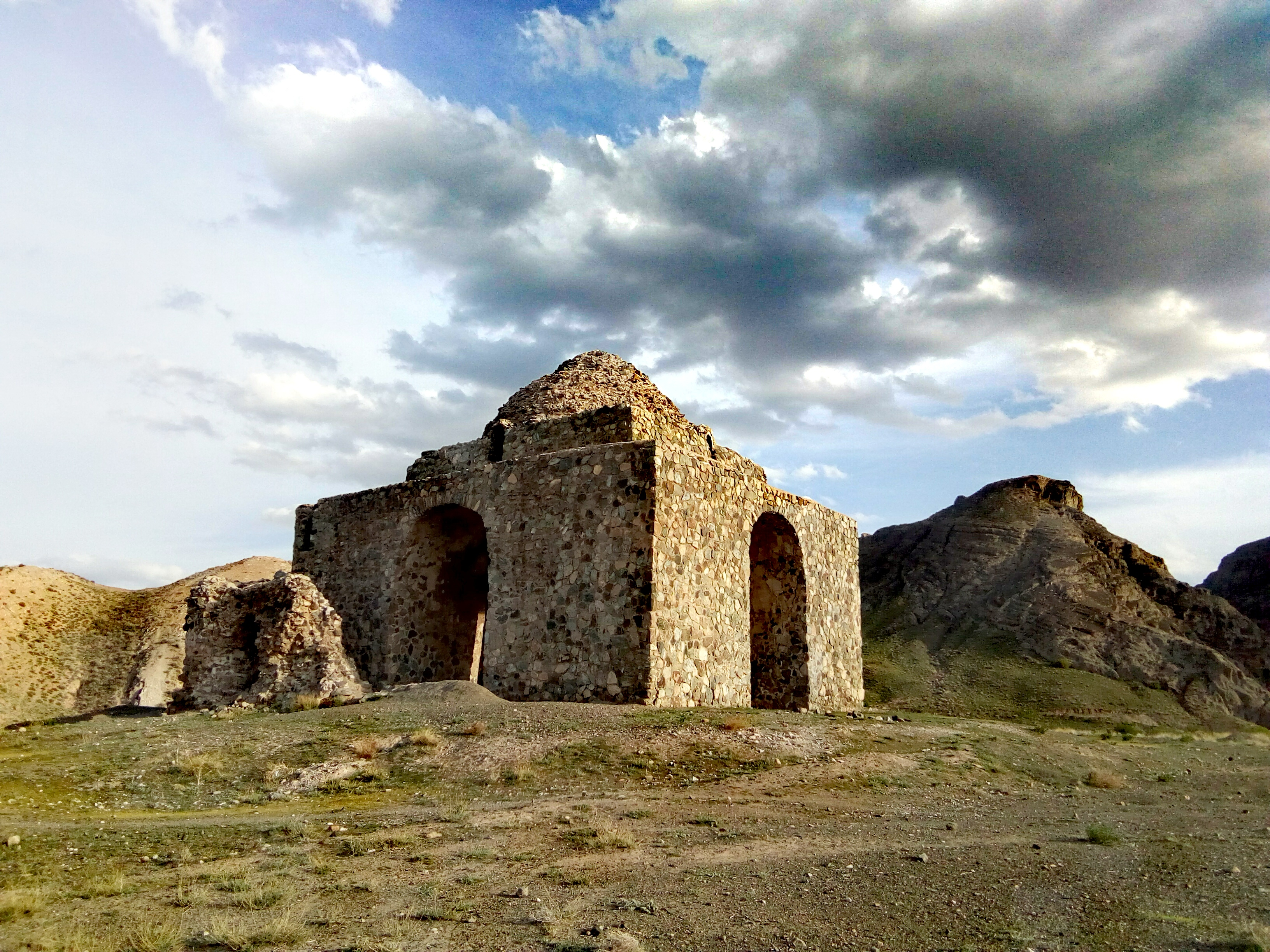
آتشکده بازه هور در سناباد (مشهد امروزی)

آتشکده‌های دوره ساسانی بناهای مهمی از معماری ساسانی هستند که چندتایی از آن‌ها بر جا مانده است. آتشکده‌ها دومین آثار معماری مهمی هستند که از معماری دوره ساسانی بر جا مانده است. کاخ‌های ساسانی را می‌توان مهم‌ترین آثار دانست. آتشکده‌ها که جایگاه آتش مقدس و اجرای مراسم مذهبی بود، از نظر معماری بر اساس اصول خاصی ساخته می‌شدند.

به نظر می‌آید آتشکده‌های ساسانی نسبت به اهمیت آتش‌های آن‌ها درجات متفاوتی داشتند اما اساس ساختمان و نقشه معماری بناها مشابه بود. معماری آتشکده یک بنای چهار ضلعی بود که در چهار ضلع آن چهار درگاه تاق‌دار داشت و بر روی این فضای چهار ضلعی گنبدی قرار داشت. به همین دلیل «چهار تاقی» نیز نامیده شده‌اند. در برخی بناها چهارتاق‌ها منفرد هستند اما در برخی دیگر دالان طواف دار و فضاهای وابسته وجود دارد مانند آتشکده قصرشیرین. این بناها اغلب بر روی بلندیها ساخته شده‌اند.
در دوره ساسانی سه آتشکدهٔ بزرگ متعلق به سه طبقه از طبقات اجتماعی زمان ساسانی وجود داشت:
- آتش موبدان، آتشکده آذرفرنبغ یا آتور فرنبع
- آتش ارتشیان، آذر گشسپ آتور گشسپ
- آتش کشاورزان، آذربرزین مهر یا آتور برزین‌مهر

#### آتشکده آذرگشنسب
آتشکده آذرگشسپ یا آتور گُشن‌اسپ که به‌معنای «آتش اسب جهنده» است در آذرآبادگان جای داشته و در سده‌های پیش از فتح ایران به دست اعراب مهم‌ترین مرکز مذهبی برای مکتب مزدیسنا و شاهنشاهی ایران بوده است. این آتشکده به طبقهٔ رزمیان و سپاهیان اختصاص داشته است. مورخان و جغرافیدانان دوران اسلامی، محل آن را در گنجک، در محل شهرستان تخت سلیمان کنونی می‌دانند که در پیرامون یک چشمه گرد واقع شده است و ۱۵۰ کیلومتر از دریاچهٔ چی‌چَست (ارومیه) فاصله دارد.

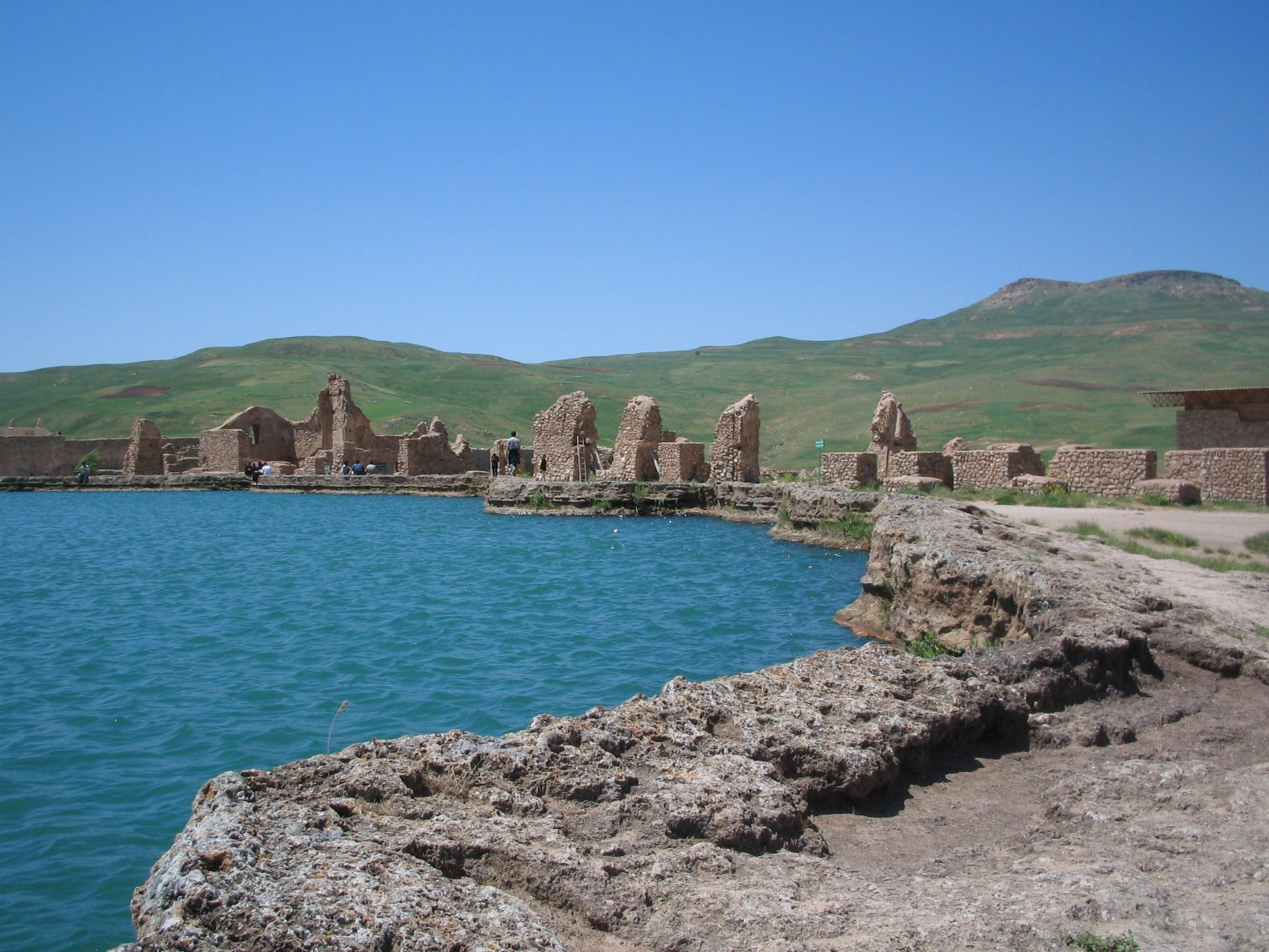
ویرانه‌های آتشکده آذرگشسپ
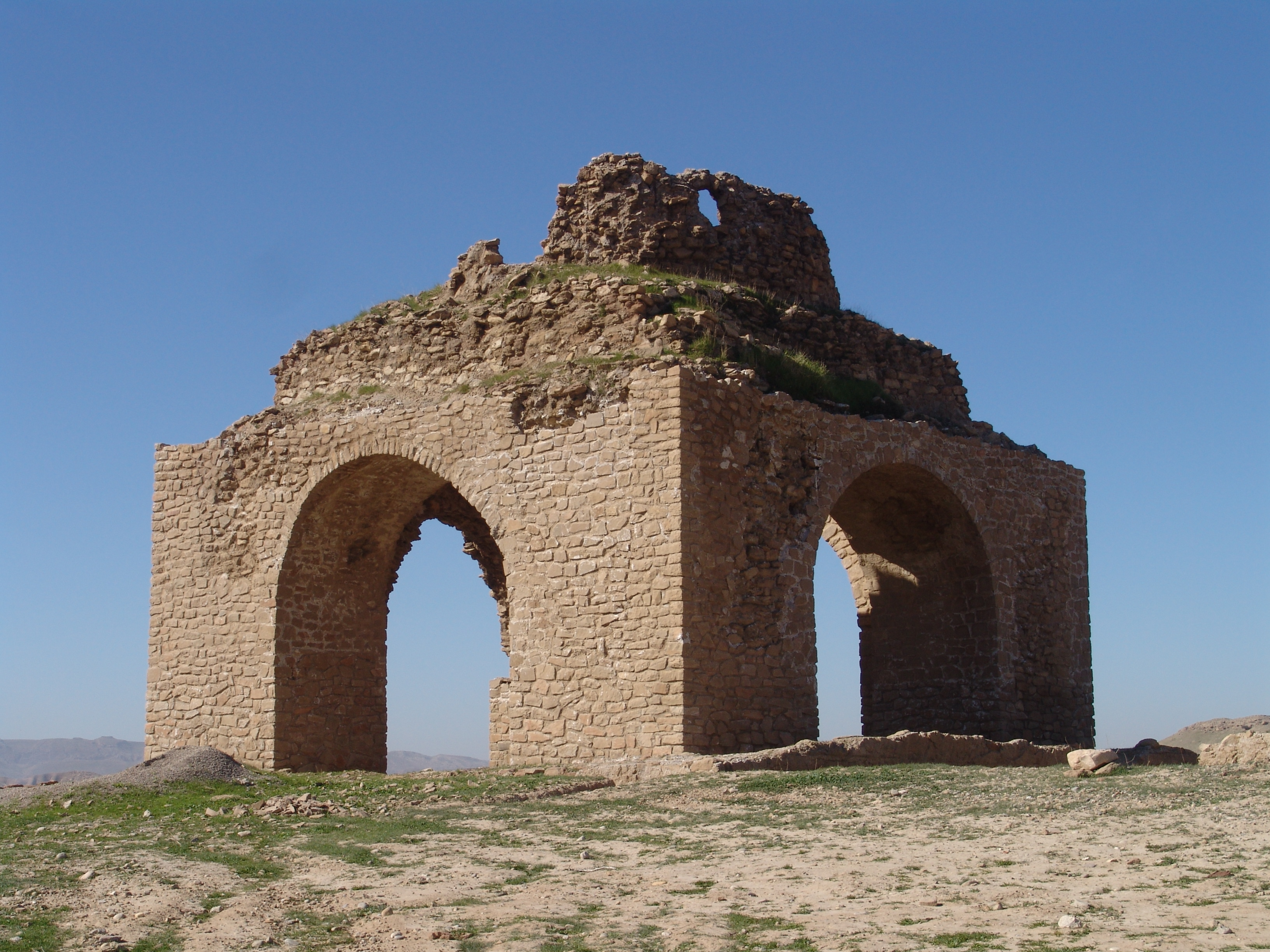
آتشکده خیرآباد در گچساران
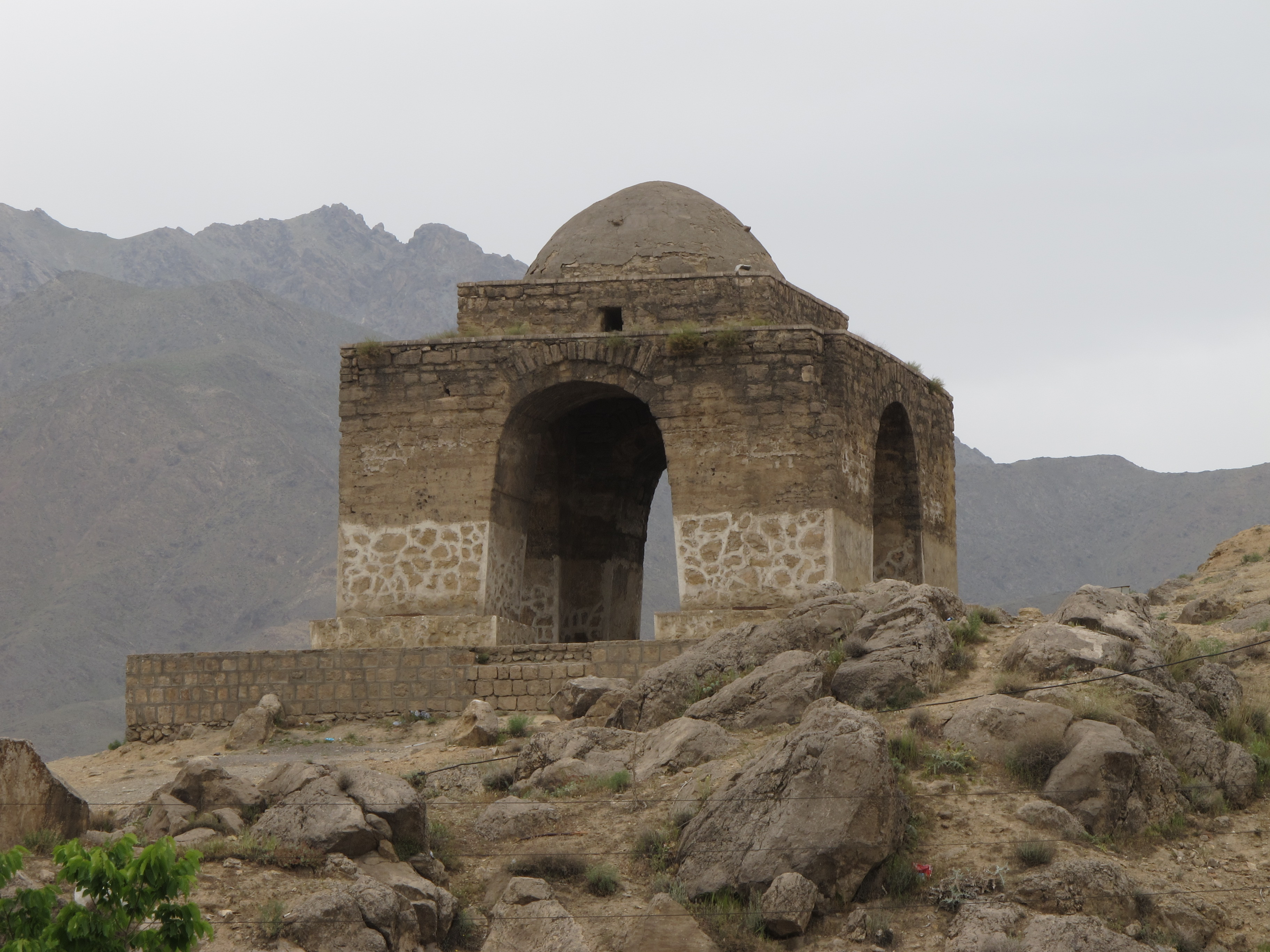
آتشکده نیاسر کاشان
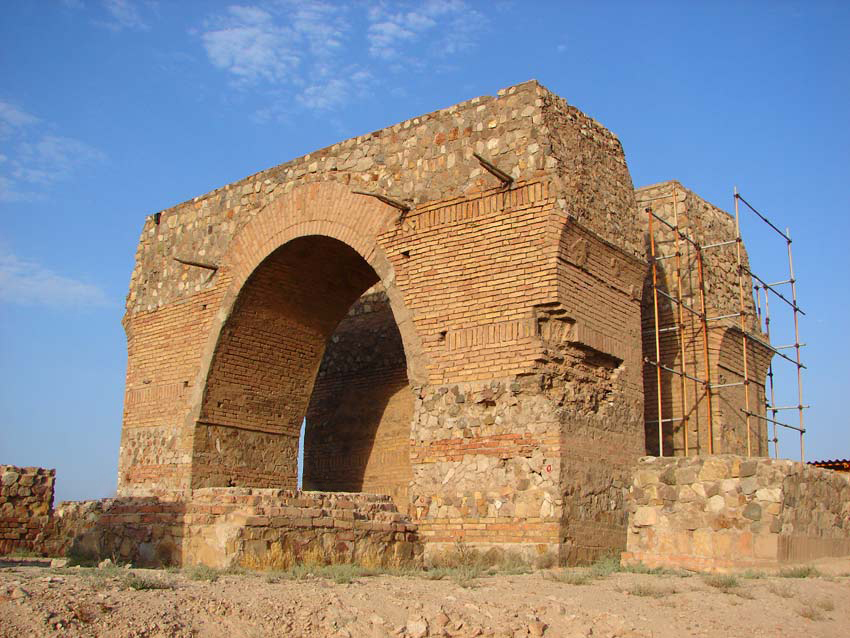
آتشکده بهرام ری
آتشکده تشویر در زنجان (زنگان) آتشکده تشویر در زنجان (زنگان)
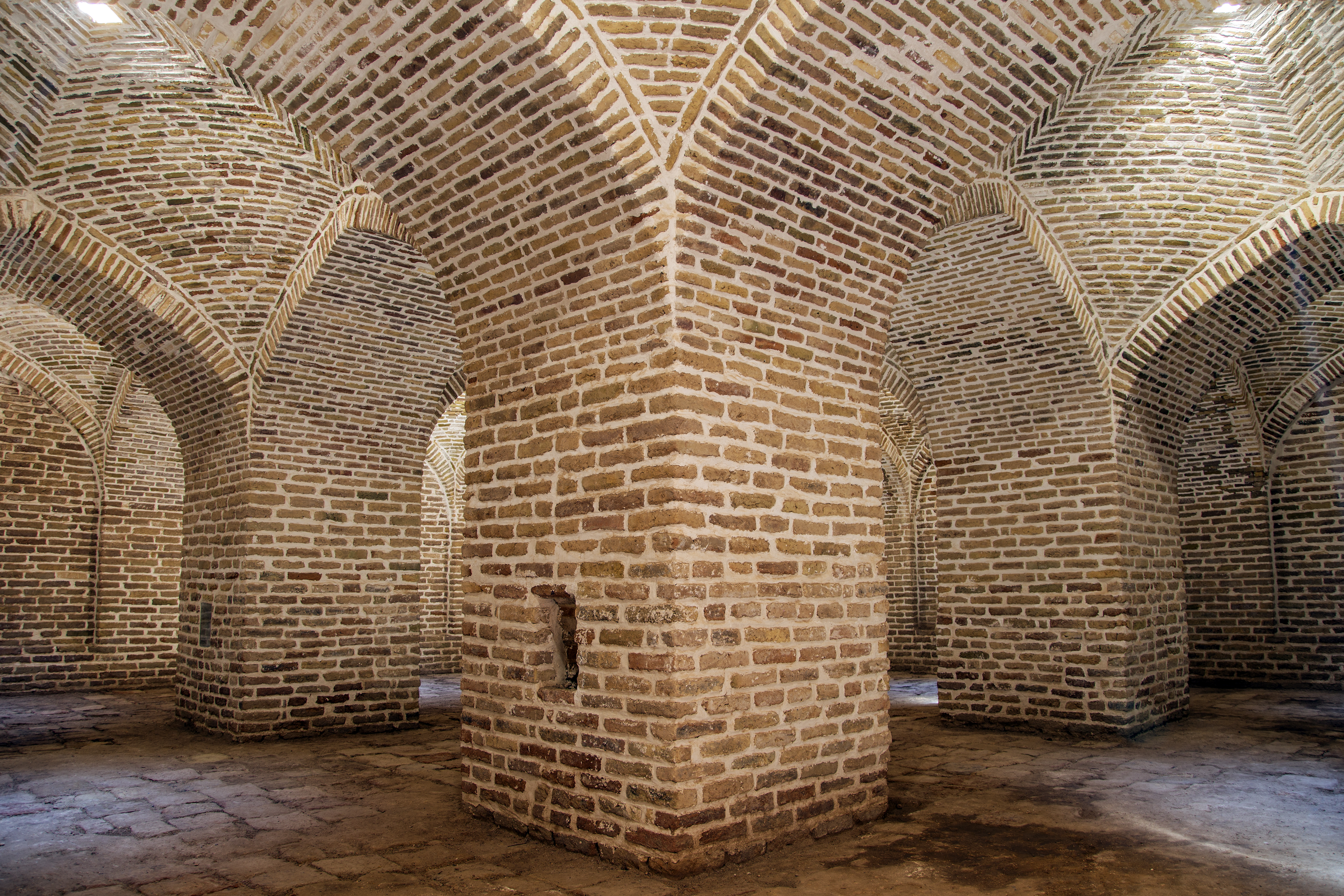
کاروانسرای دیر گچین که معماری شبیه به چهارپایه اصلی چهارطاقی دارد. این بنا که امروزه به مسجد تبدیل شده است، به احتمال زیاد کاربری آن درگذشته سالن پذیرایی از مهمانان کاروانسرا بوده است.

### برج خاموشان

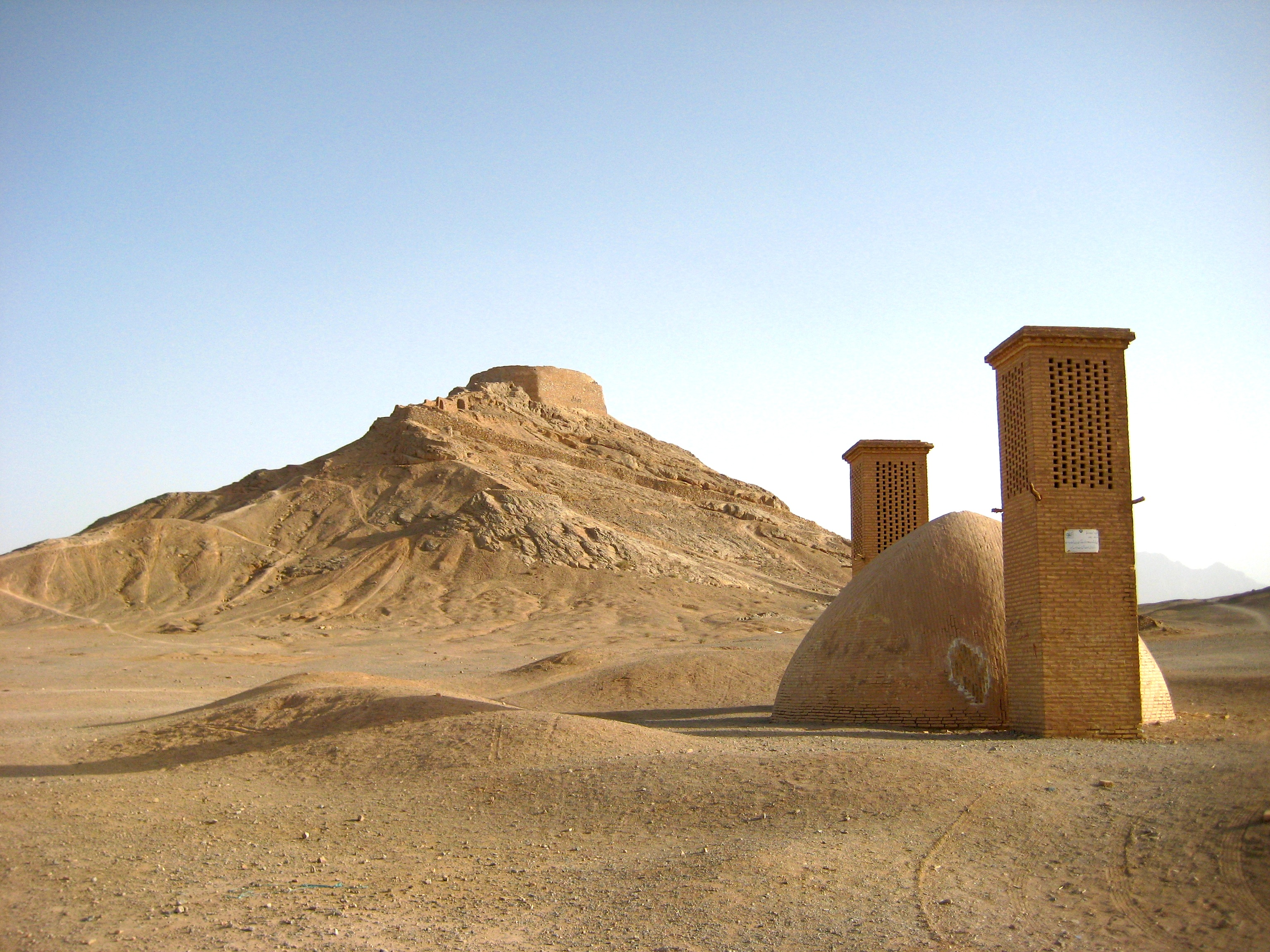
نمایی از یک گنبد مسکونی و بادگیرهایش مربوط به دوره ساسانی که پس از اسلام به گنبد و مناره‌های مساجد تبدیل گشت. برج خاموشان

دخمه زرتشتیان را با نام برج خاموشان و برج سکوت نیز می‌شناسند. این دخمه در ۱۵ کیلومتری جنوب شرقی یزد در حوالی منطقه صفائیه و روی یک کوه رسوبی و کم ارتفاع به نام کوه دخمه قرار گرفته است.
کارکرد این برج برای دفن جنازه‌ها بوده است. در گذشتهٔ دور جنازه‌ها را بالای برج می‌گذاشتند تا خوراک پرنده‌های شود. بعدها استخوان‌ها را در چاهی می‌ریخته‌اند. این کار برای پیشگیری از آلوده شدن خاک بوده است. این روش تنها در زمان ساسانیان باب بوده و در زمان هخامنشیان کاربرد نداشته است؛ زیرا هخامنشیان دارای آرامگاه بوده‌اند.

### شهر دایره‌ای و دژ دختر
شهر گور محلی باستانی است در شهرستان فیروزآباد، استان فارس. این شهر در اوایل سده سوم میلادی به دستور اردشیر بابکان بنیاد شد. گور در زمان آبادانی خود، مرکز بخشی از ایالت فارس به نام کوره اردشیرخورّه بود.

تنها عنصر شاخص باقی‌مانده از این شهر برجس‌ست که در مرکز دایرهٔ شهر قرار داشته و احتمالاً بر آن آتش درست می‌شده. قطر دایرهٔ شهر ۴۵۰ متر بوده‌ست.
قلعهٔ دختر که روی کوه قرار گرفته و احتمالاً برای دفاع از شهر گور ساخته شده بود. وجه تسمیه قلعه به معنای قلعهٔ دست‌نیافتنی بوده است.

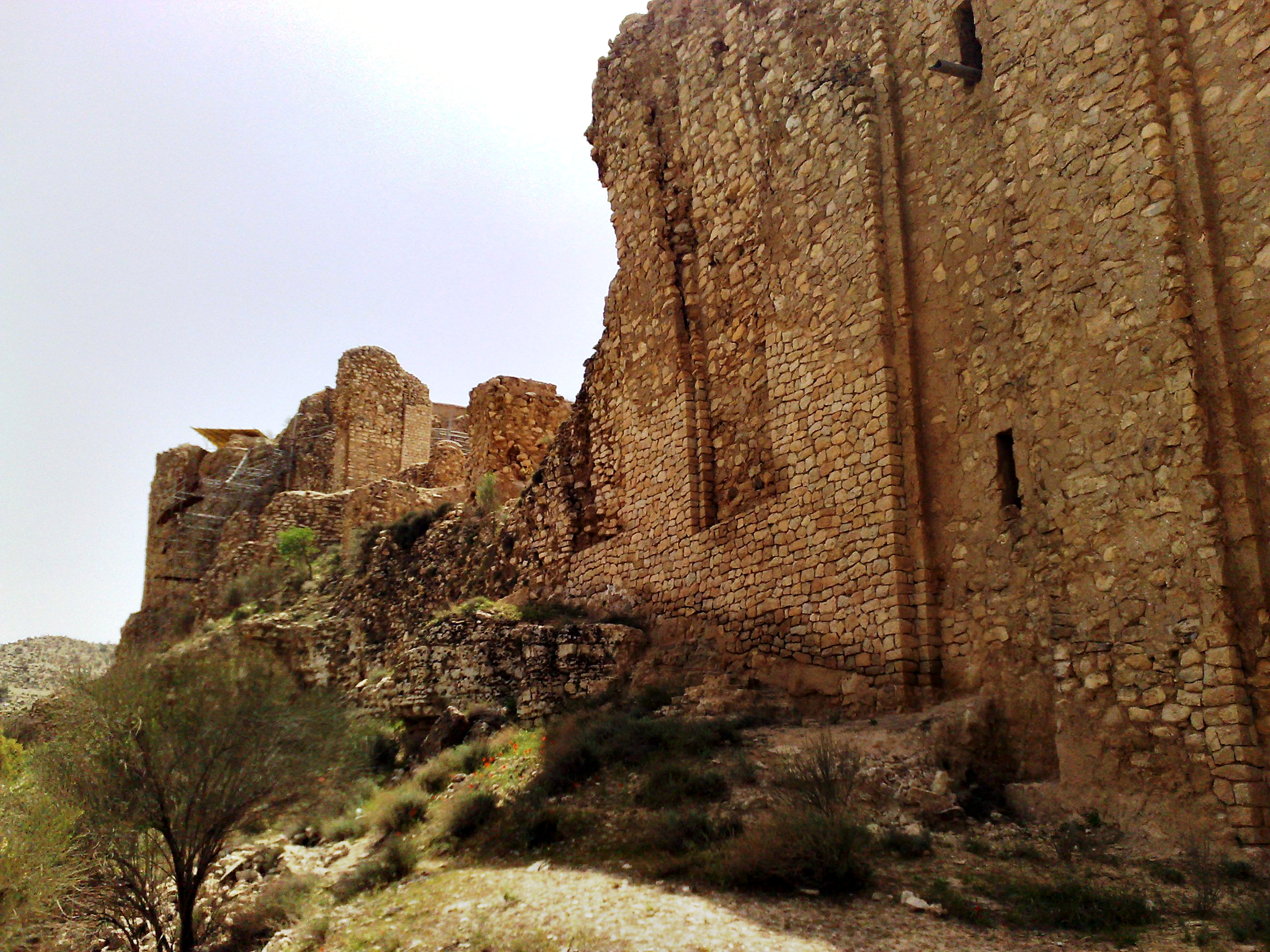
قلعه دختر
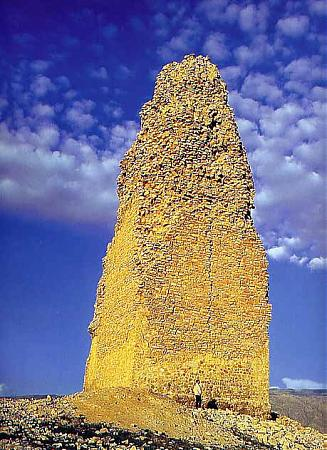
ویرانهٔ منار میلو در شهر اردشیرخوره باستان که پس از اسلام آن را «طربال شهر گور» نامیدند.
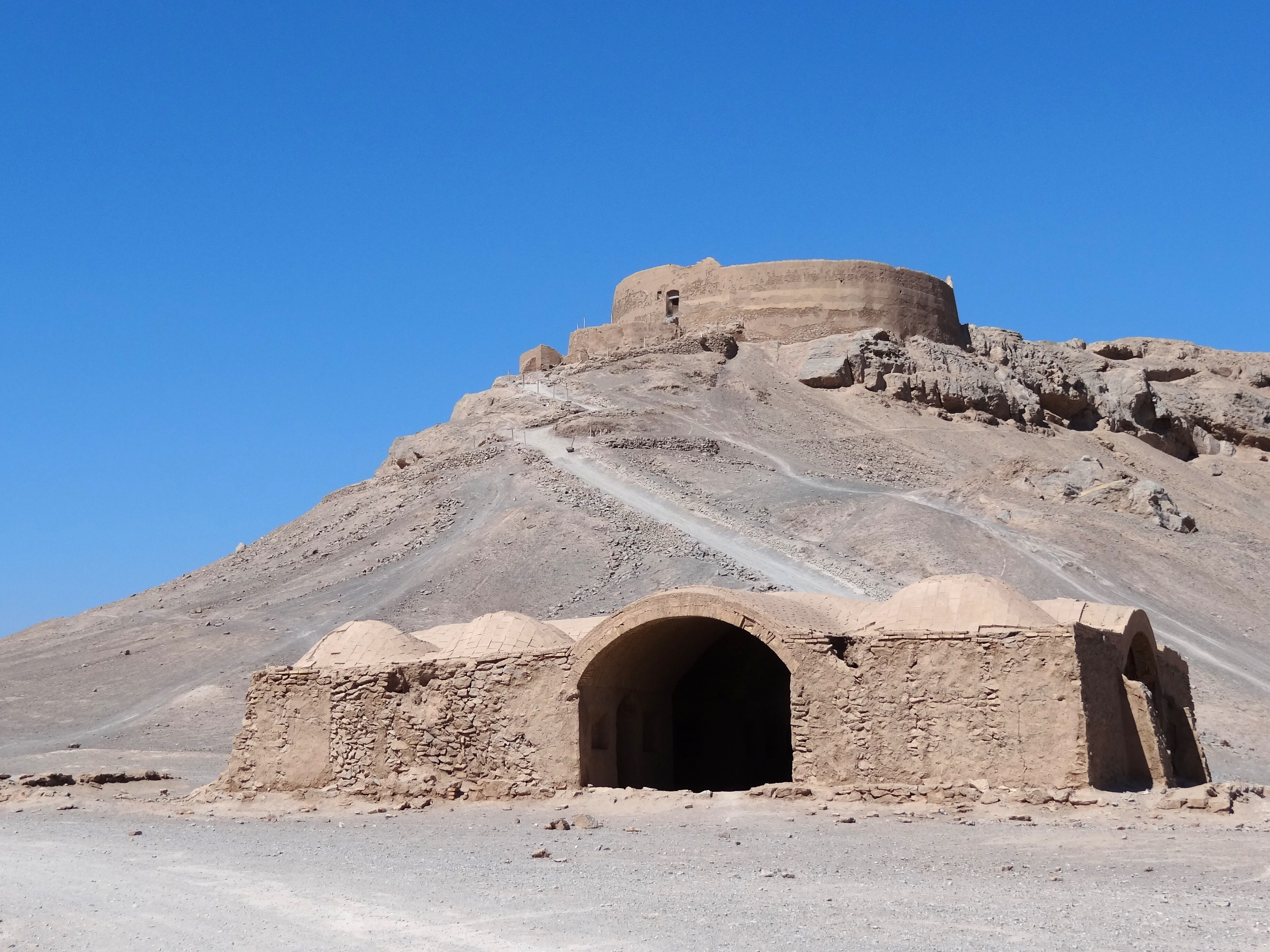
برج خاموشان و یک اقامتگاه که دارای اتاقهایی است.
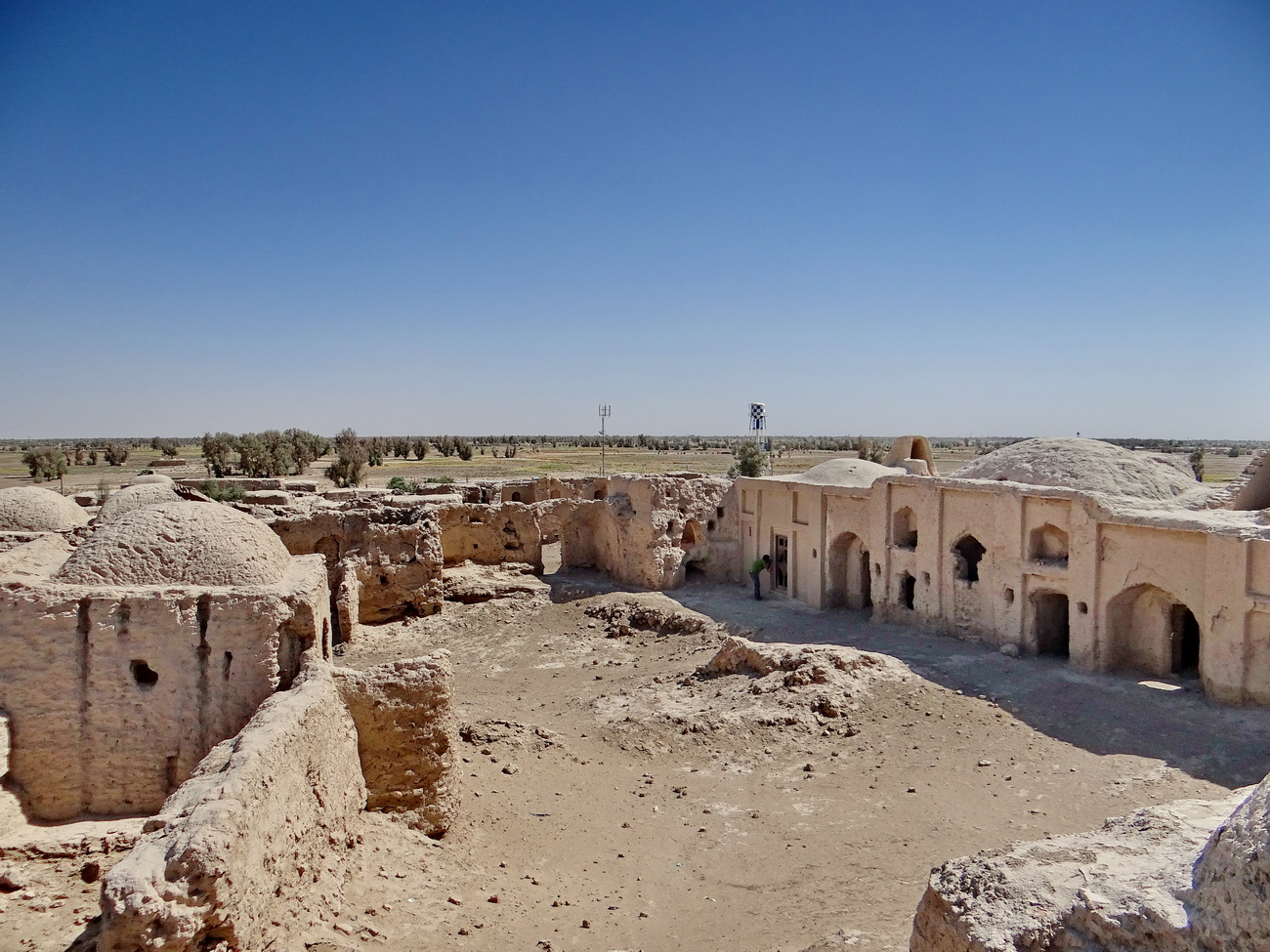
آتشکده کرکوشاه در سیستان و بلوچستان
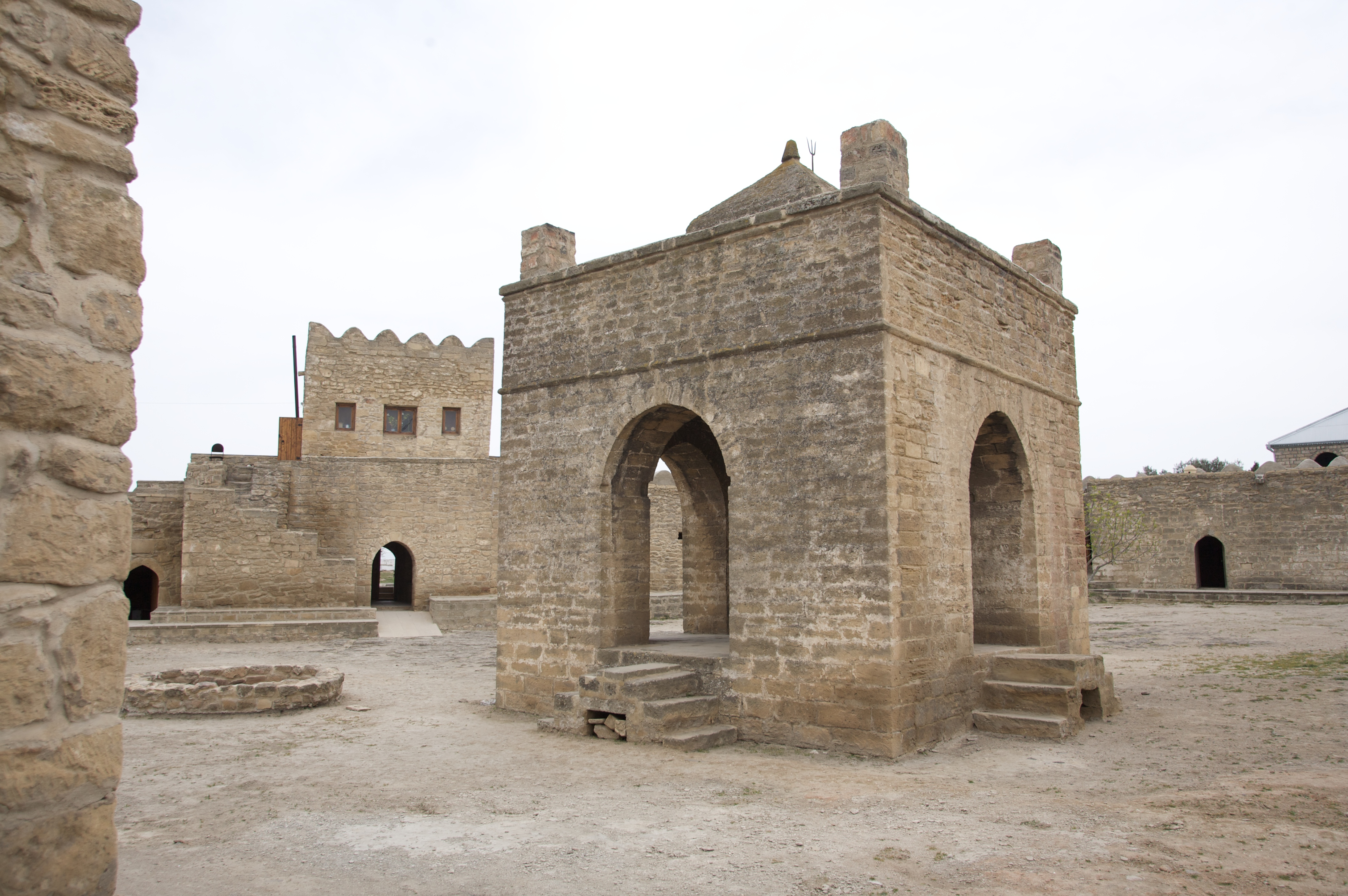
آتشگاه باکو در جمهوری آذربایجان
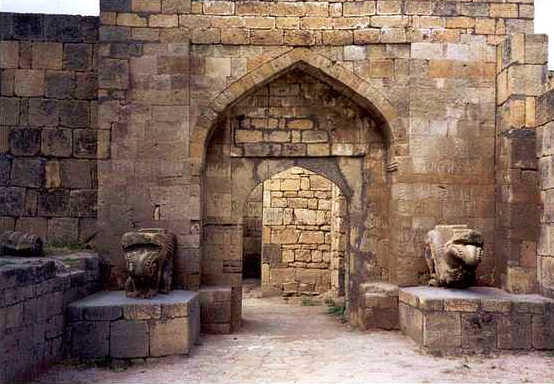
دربند (روسیه) در روسیه

### کاخ سروستان

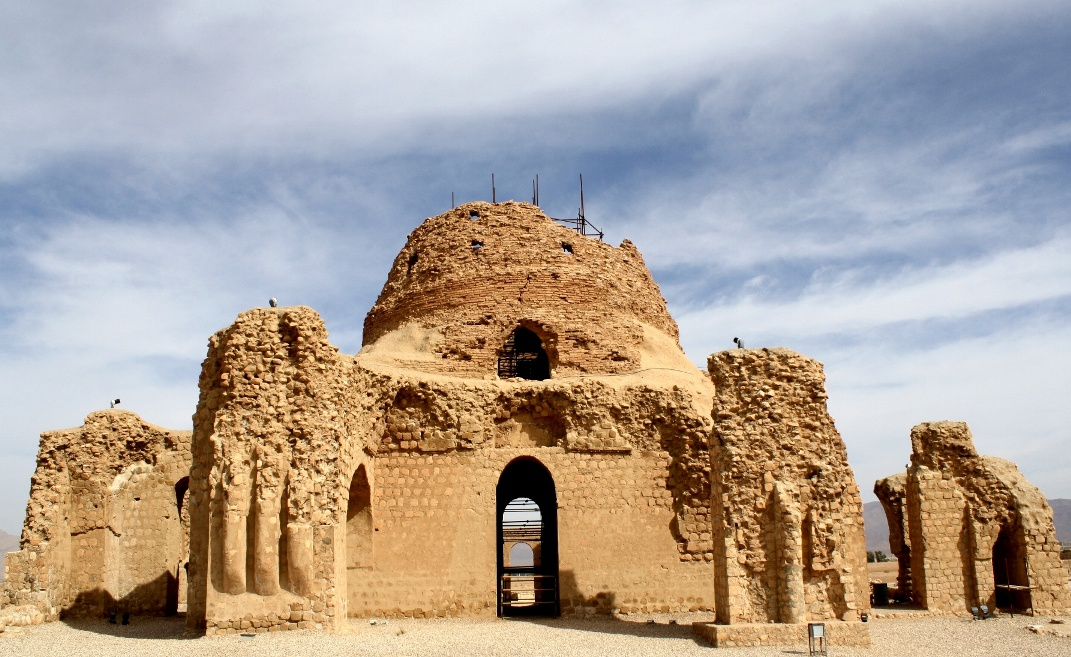
کاخ سروستان

کاخ سروستان را بی‌نظیرترین بنای دورهٔ ساسانی دانسته‌اند. این کاخ در زمان بهرام گور ساسانی و به دست مهر نرسی وزیر معروف او که صدارت یزدگرد اول و یزدگرد دوم را نیز عهده‌دار بوده ساخته شده است. گنبد روی این کاخ دهانهٔ ۱۵ متری را پوشش داده است. استفاده از ستون به شکل کمرنگ وجود دارد. ابعاد و ارتفاع نسبت به دیگر بناهای دورهٔ ساسانی انسانی تر است.

در کاخ سروستان برای نخستین بار گنبد بر روی پلان مربعی قرار می‌گیرد. کاری که نیازمند گوشه‌سازی است و به عنصر اصلی معماری اسلامی تبدیل می‌شود.

### آتشکده فراشبند

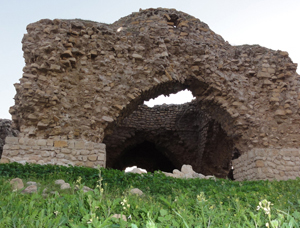
آتشکده فراشبند

این آتشکده ساسانی به سبک چهارطاقی کوچک از سنگ و گچ ساخته شده و در شهرستان فراشبند جای دارد.

### آتشکده آتشکوه
آتشکده آتشکوه یکی از مهم‌ترین آتشکده‌های بجا مانده از دوران ساسانیان در ایران است که در استان مرکزی جای دارد.

### ایوان خسرو (طاق کسرا)
طاق کسرا نام کاخ پادشاهان ساسانی در شهر بغداد در ساحل خاوری رود دجله، از مهم‌ترین و آخرین سازه‌های دوران ساسانیان است. طاق گهوارهای این بنا دهانه‌ای سی متری را پوشش می‌دهد، تجربه‌ای که تا سده نوزدهم در شرق تکرار نشد.

### دژ شاپورخواست
دژٍ شاپورخواست که پس از چیره شدن اعراب بر ایران، نامش به فلک الافلاک تغییر یافت، یک دژ تاریخی (قلعه) در مرکز شهر خرم‌آباد است. قدمت این قلعه به دوره ساسانیان می‌رسد. ساسانیان به دستور شاهپور، شهری با نام شاپورخواست در حدود منطقه کنونی خرم‌آباد ساختند که بعدها ویران شد و در حدود سده هفتم هجری، خرم‌آباد کنونی به جای آن بنا گردید. قلعه فلک‌الافلاک در دوره ساسانی کاربرد حکومتی و نظامی داشته و نام فلک‌الافلاک در دوره قاجار به آن داده شده است. کاخ بیشاپور در شهر باستانی بیشاپور نیز از آثار به‌جامانده و فراموش‌شدهٔ ساسانیان است.

یک عکس سراسرنما از مسجد کاروانسرای ساسانی دیرگچین که در قبل از حمله اعراب به ایران کاربری آتشکده داشته است

## تفاوت معماری ساسانی و هخامنشی
از تفاوت‌های معماری ساسانی و معماری هخامنشی می‌توان به نکات زیر اشاره کرد.
1. سقف‌های گنبدی شکل
2. تغییر جنس مصالح
3. دهانهٔ بزرگ شده (به خاطر تغییر جنس مصالح تیر از چوب به خاک)
4. قوس‌دار شدن دهانه‌ها
5. عقب‌نشینی پای قوس (به خاطر ملاحظات زمان ساخت)
6. ساخت اندود گچ (در تخت جمشید سنگ‌های صیقل خورده وجود دارند. اما خشت و خاک را باید با اندودی پوشاند)
7. استفاده از ملات (در تخت جمشید تمام اتصالات غیرگیردار هستند و از ملات استفاده نشده است)
8. در معماری ساسانی برای خنثی کردن نیروی رانشی گنبد فضاهای به اطراف بنا اضافه می‌شود. مثل شبستان‌ها و گنبدهای جانبی
9. در معماری هخامنشی نیرو از ستون به زمین منتقل می‌شود، پس پی باید گسترده باشد؛ یعنی زمین سخت باشد.

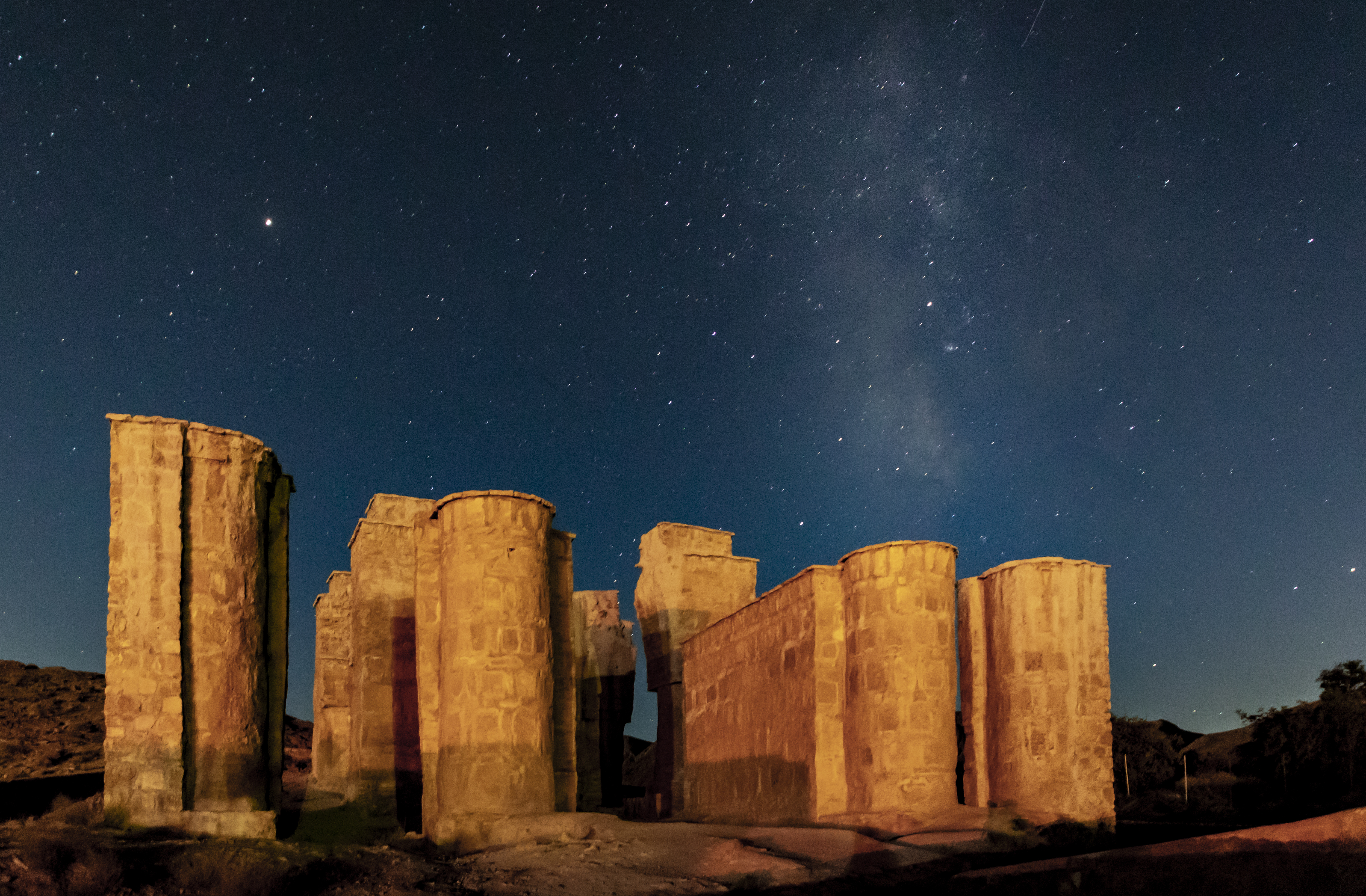
آتشکده آتشکوه استان مرکزی
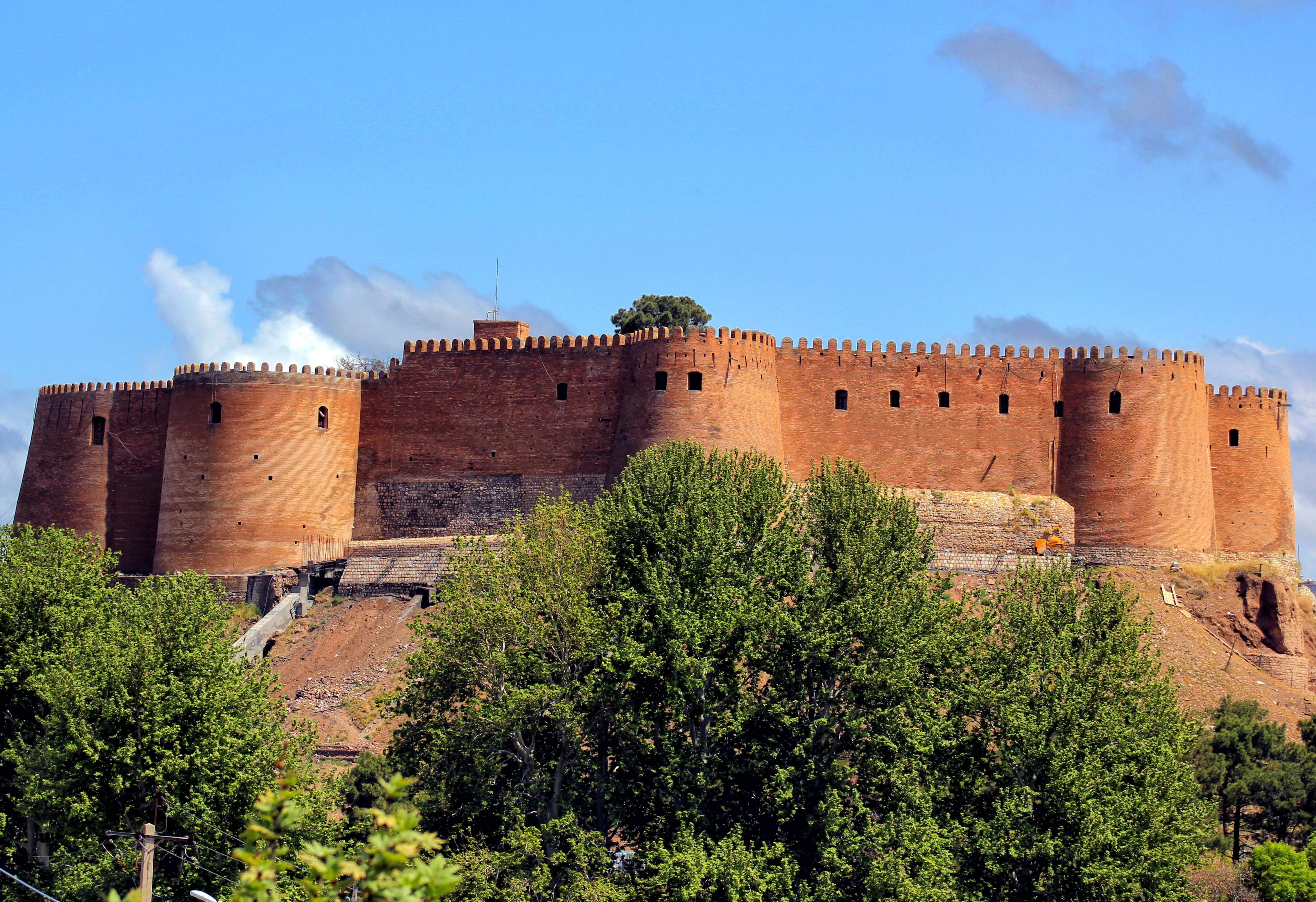
دژِ شاپورخواست (قلعه فلک الافلاک) لرستان
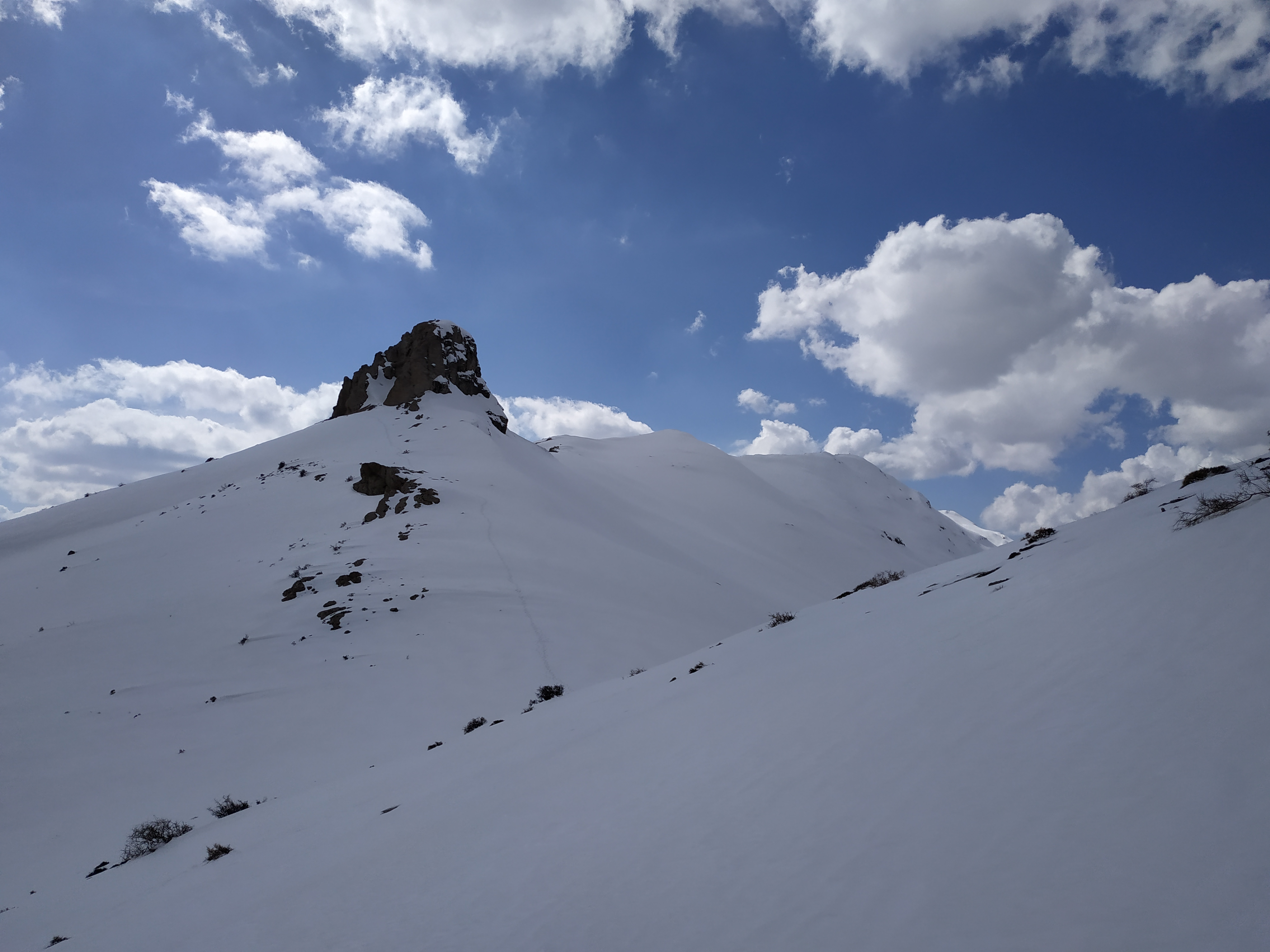
آتشگاهی در رشته‌کوه آتشگاه کرمانشاه
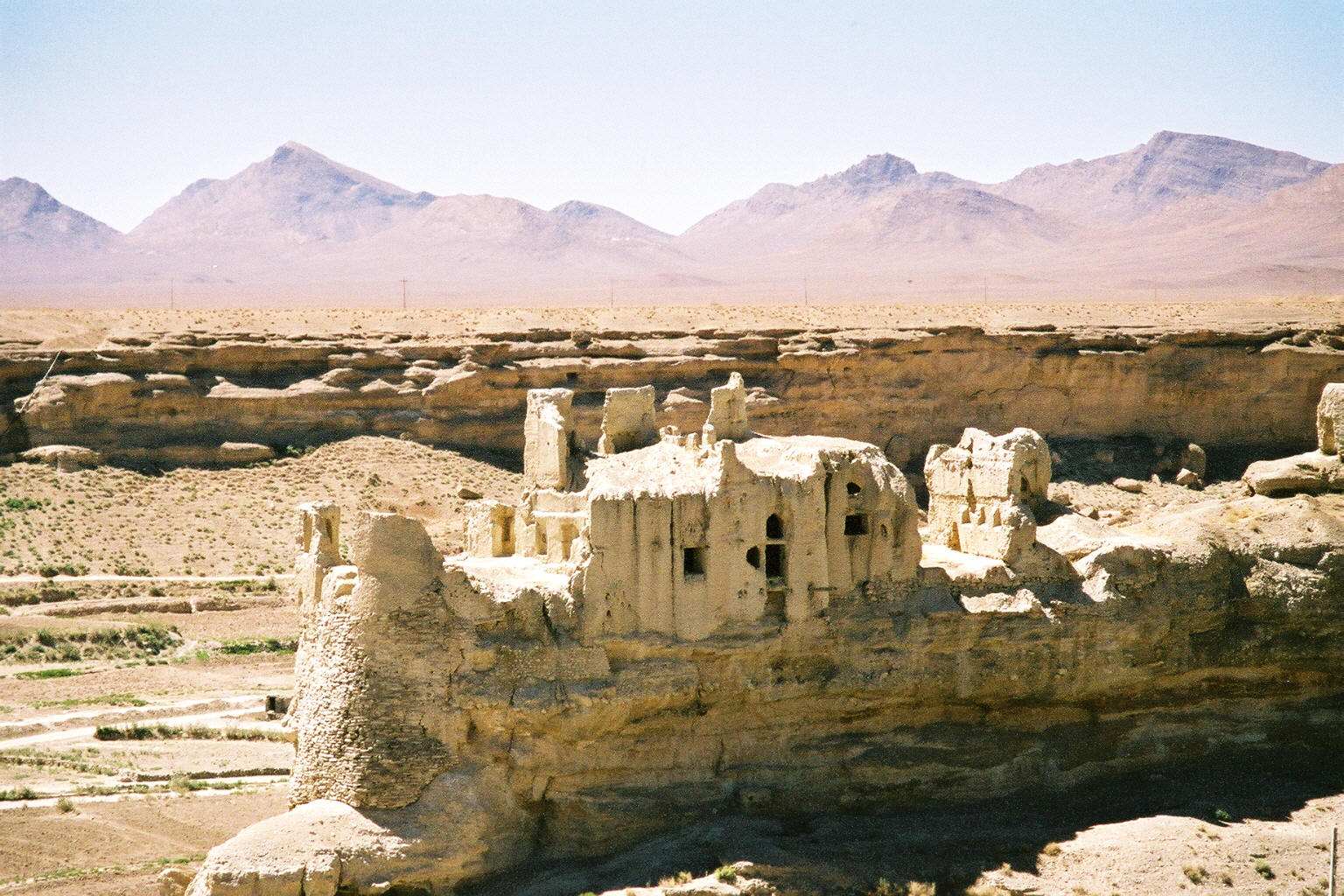
آتشکده ایزدخواست آباده
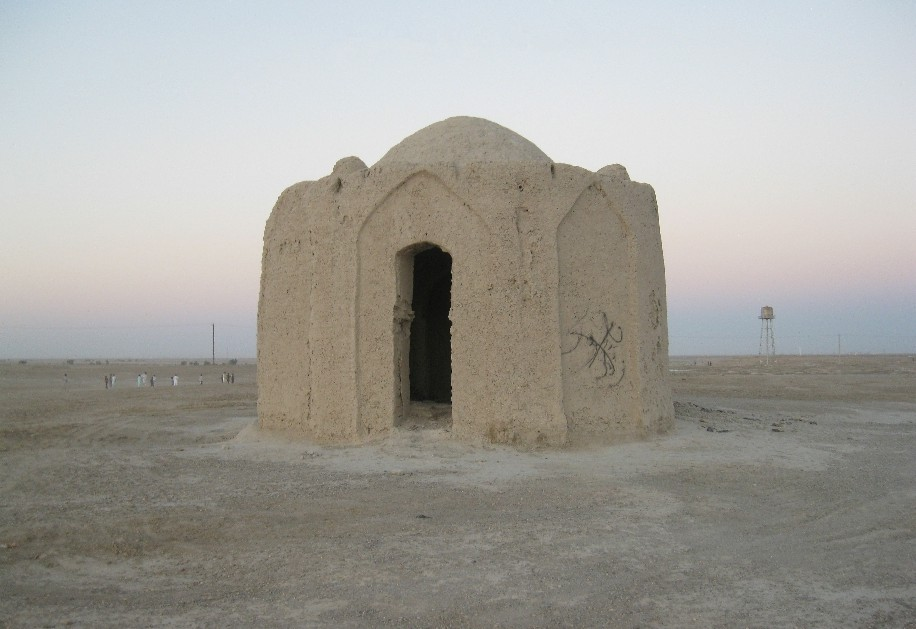
آتشکده ورمال در لوتک سیستان و بلوچستان
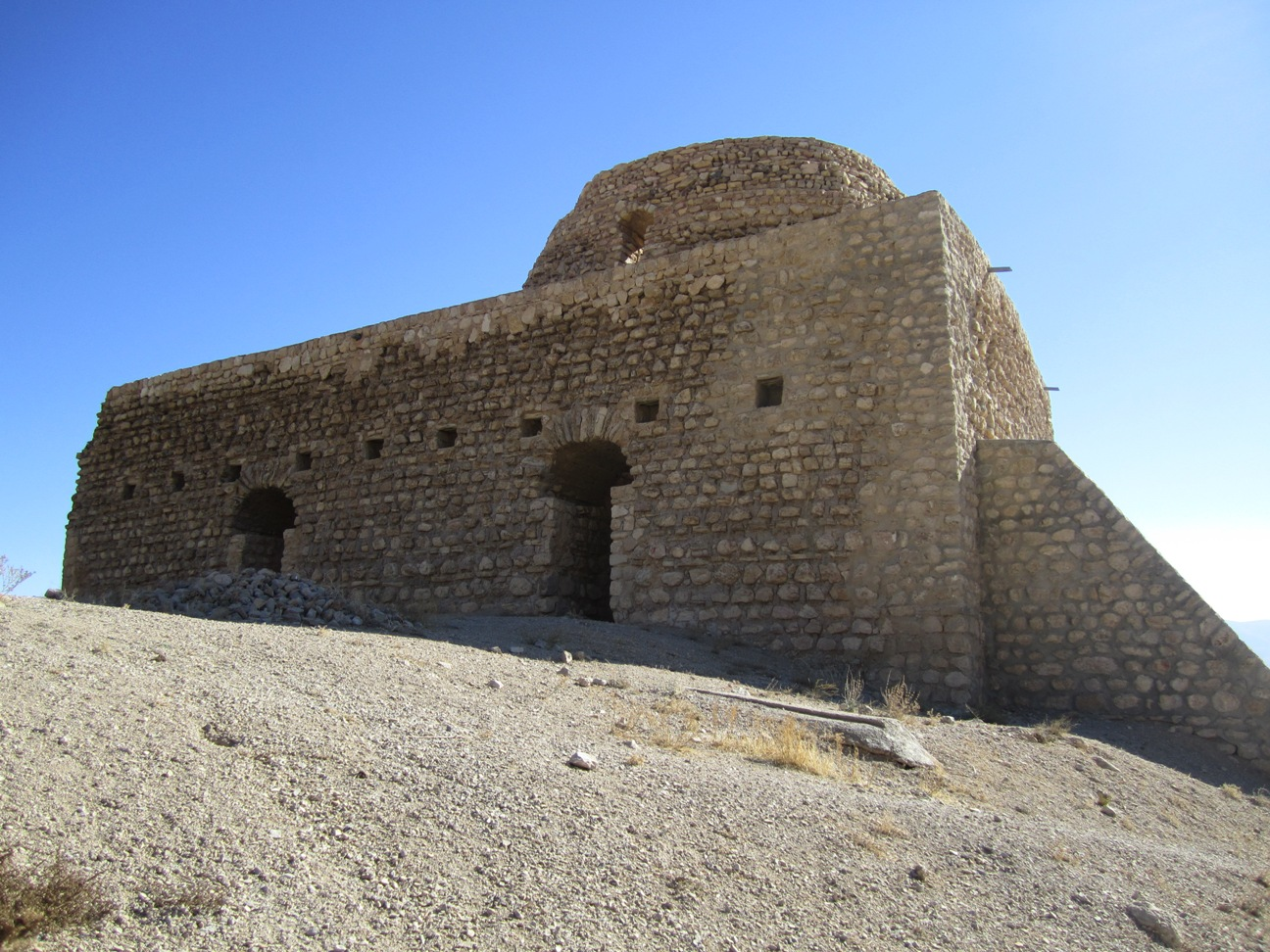
آتشکده اِسپاخو در خراسان